# AS Dragons
AS Dragons is een Congolese voetbalclub uit de hoofdstad Kinshasa. De club stond eerst bekend onder de naam Amicale Sportive Bilima.

## Erelijst
- Landskampioen

1979, 1982, 1984
- Beker van Congo-Kinshasa

Winnaar: 1965
Finalist: 2006
- Afrikaanse beker der kampioenen

Finalist: 1980, 1985